# Середовщина
Середо́вщина — ботанічний заказник загальнодержавного значення в Україні. Розташований у межах Ніжинського району Чернігівської області, на захід від села Стодоли. 
Площа 288 га. Створений Указом Президента України від 4 листопада 2000 року № 1207/2000. Перебуває у віданні Ніжинського держлісгоспу (Мринське л-во, кв. 1-7). 
Охороняється ділянка (261,1 га) топового 100—120-річного дубового лісу з окремими деревами віком близько 200 років. Є також ділянки боліт (16,4 га) та невеликі водойми (0,6 га). У заказнику багатий тваринний світ, особливо цінними є поселення борсука і лелеки чорного, занесені до Червоної книги України. Трапляються: сарна, лось, дика свиня. 
Заказник «Середовщина» входить до складу Ніжинського регіонального ландшафтного парку.